# Canton de Poissons
Le canton de Poissons est une circonscription électorale française située dans le département de la Haute-Marne et la région Grand Est.

## Géographie
Ce canton est organisé autour de Poissons dans les arrondissements de Chaumont et Saint-Dizier. Son altitude varie de 202 m (Poissons) à 504 m (Soulaucourt-sur-Mouzon).

## Histoire
Le 27 février 2013, la commune de Pautaines-Augeville a été transférée du canton de Doulaincourt-Saucourt à celui de Poissons afin de préparer sa fusion avec la commune d'Épizon. Le lendemain, les communes d'Épizon et de Pautaines-Augeville ont fusionné pour donner la commune nouvelle d'Épizon.
Par décret du 17 février 2014, le nombre de cantons du département est divisé par deux, avec mise en application aux élections départementales de mars 2015. Le canton de Poissons est conservé et s'agrandit. Il passe de 18 à 67 communes.

## Représentation

### Conseillers d'arrondissement (de 1833 à 1940)
Le canton de Poissons appartenait à l'arrondissement de Wassy jusqu'à sa disparition en 1926.
| Période                                  | Période      | Identité                                                  | Étiquette    | Qualité |
| ---------------------------------------- | ------------ | --------------------------------------------------------- | ------------ | --- |
| 1833                                     | 1836         | Charles Bénigne de Simony (1786-1873)                     |              | Capitaine au 6ème régiment de la Garde Royale, maire de Brouthières                                         |
| 1836                                     | 1842         | Pierre Antoine Ambroise Arson                             |              | Maitre de forges, propriétaire à Poissons                                                                   |
| 1842                                     | 1848         | François Mathieu Moussy (1791-1858)                       |              | Notaire à Poissons                                                                                          |
|                                          |              |                                                           |              | |
| 1886                                     | 1892         | Onésime Bizot                                             | Monarchiste  | Notaire, conseiller municipal de Poissons                                                                   |
| 1892                                     | 1898         | Marquis Gabriel de la Vallée de Pimodan, Duc de Rarécourt | Conservateur | Maire d'Échenay                                                                                             |
|                                          |              |                                                           |              | |
|                                          | 1903 (décès) | Lucien Morel (1843-1903)                                  |              | Notaire à Poissons                                                                                          |
| 21 juin 1903                             | 1913 (décès) | Marcel Plique                                             | Droite       | Médecin, maire de Poissons                                                                                  |
| 1913                                     | 1919         | Roger Viard                                               | Droite       | Industriel à Noncourt                                                                                       |
| 1919                                     | 1931         | Jean Eudes d'Eudeville (1858-1955)                        |              | Chef de bataillon d'infanterie retraité à Brouthières                                                       |
| 1931                                     | 1937         | Marius Cornibert (1886-1956)                              | Radical      | Industriel, maire de Poissons                                                                               |
| 1937                                     | 1940         | Auguste Saunier                                           | Droite       | Agriculteur, maire de Soulaincourt                                                                          |
| 1940                                     |              |                                                           |              | Les conseils d'arrondissement ont été suspendus par la loi du 12 octobre 1940 et n'ont jamais été réactivés |
| Les données manquantes sont à compléter. |              |                                                           |              | |

### Conseillers généraux de 1833 à 2015
| Période | Période           | Identité                                                  | Étiquette               | Qualité |
| ------- | ----------------- | --------------------------------------------------------- | ----------------------- | --- |
| 1833    | 1843 (décès)      | Nicolas Collier                                           |                         | Notaire, maire de Poissons                                                                                         |
| 1844    | 1848              | René-Armand Peltereau-Villeneuve                          | Conservateur            | Magistrat, propriétaire du château de Donjeux Président du Conseil Général (1846-1848) Député (1842-1848)          |
| 1848    | 1852              | François Mathieu Moussy                                   |                         | Notaire |
| 1852    | 1873 (décès)      | Baron François de Lespérut                                |                         | Maire d'Eurville Président du Conseil Général                                                                      |
| 1873    | 1874              | Baron Emmanuel Lesperut (fils du précédent)               |                         | Ancien secrétaire d'ambassade Propriétaire du château d'Eurville                                                   |
| 1874    | 1886              | Baron Paul d'Huart                                        | Monarchiste             | Propriétaire à Metz (Moselle) Maire de Brouthières                                                                 |
| 1886    | 1890 (décès)      | Albert Brulfert                                           | Républicain Boulangiste | Docteur en médecine à Échenay                                                                                      |
| 1890    | 1892              | Baron Paul d'Huart                                        | Monarchiste             | Propriétaire à Metz (Moselle) Maire de Brouthières                                                                 |
| 1892    | 1898              | Onésime Bizot                                             | Monarchiste             | Notaire, conseiller municipal de Poissons, conseiller d'arrondissement                                             |
| 1898    | 1910 (annulation) | Marquis Gabriel de la Vallée de Pimodan, Duc de Rarécourt | Conservateur            | Maire d'Échenay, conseiller d'arrondissement                                                                       |
| 1911    | 1919              | Edmond Dulceux                                            | Rad.                    | Président du Tribunal civil de Nantua (Ain)                                                                        |
| 1919    | 1924 (décès)      | Marquis Gabriel de la Vallée de Pimodan, Duc de Rarécourt | Conservateur            | Maire d'Échenay |
| 1924    | 1940 (décès)      | Jules Ninot                                               | Rad.                    | Directeur honoraire d'école publique Maire de Thonnance-les-Moulins puis de Poissons                               |
|         |                   |                                                           |                         | |
| 1943    | 1945              | Auguste Saunier                                           | Droite                  | Agriculteur Conseiller d'arrondissement, maire de Soulaincourt Nommé conseiller départemental en 1943              |
|         |                   |                                                           |                         | |
| 1945    | 1951              | Charles Lang (1893-1986)                                  | Républicain de Gauche   | Président des Fonderies de Brousseval                                                                              |
| 1951    | 1958              | Gabriel Fontaine                                          | RPF puis DVD            | Maire de Gillaumé                                                                                                  |
| 1958    | 1976              | Edmond Saguier                                            | Rad.                    | Agriculteur, maire d'Epizon                                                                                        |
| 1976    | 1988              | Jean Fournier                                             | DVD                     | Agriculteur, maire de Germisay                                                                                     |
| 1988    | 1994              | Simone Martin                                             | UDF                     | Agricultrice, responsable du CNJA Députée au Parlement européen (1979-1994) Conseillère municipale de Saint-Dizier |
| 1994    | 2015              | Antoine Allemeersch                                       | RPR puis UMP            | Exploitant agricole Maire de Cirfontaines-en-Ornois Vice-Président du Conseil Général                              |

### Conseillers départementaux à partir de 2015
| Période élective | Période élective | Mandat       | Mandat                   | Identité              | Nuance | Nuance | Qualité |
| ---------------- | ---------------- | ------------ | ------------------------ | --------------------- | ------ | ------ | --- |
| 2015             | 2021             | 2015         | 2021                     | Fabienne Schollhammer |        | LR     | Chef d'entreprise à Bourmont |
| 2015             | 2021             | 2015         | octobre 2020 (démission) | Bruno Sido            |        | LR     | Exploitant agricole à Manois Sénateur, Ancien Président du conseil général puis départemental Ancien conseiller général du Canton de Saint-Blin (1994-2015) |
| 2015             | 2021             | octobre 2020 | 2021                     | Damien Thiériot       |        | LR     | Maire de Lezéville |
| 2021             | 2028             | 2021         | en cours                 | Fabienne Schollhammer |        | LR     | Conseillère sortante |
| 2021             | 2028             | 2021         | en cours                 | Damien Thieriot       |        | LR     | Maire de Lezéville |

### Résultats détaillés

#### Élections de mars 2015
À l'issue du 1er tour des élections départementales de 2015, deux binômes sont en ballottage : Fabienne Schollhammer et Bruno Sido (UMP, 40,85 %) et David Cressely et Fanny Thomas (FN, 35,52 %). Le taux de participation est de 57,63 % (4 298 votants sur 7 458 inscrits) contre 52,92 % au niveau départemental et 50,17 % au niveau national.
Au second tour, Fabienne Schollhammer et Bruno Sido (UMP) sont élus avec 56,38 % des suffrages exprimés et un taux de participation de 56,94 % (2 140 voix pour 4 243 votants et 7 452 inscrits).

#### Élections de juin 2021
Le premier tour des élections départementales de 2021 est marqué par un très faible taux de participation (33,26 % au niveau national). Dans le canton de Poissons, ce taux de participation est de 46,22 % (3 265 votants sur 7 064 inscrits) contre 36,26 % au niveau départemental. À l'issue de ce premier tour, deux binômes sont en ballottage : Fabienne Schollhammer et Damien Thieriot (DVD, 47,68 %) et Jonathan Haselvander et Marie-Christine Silvestre (Union au centre, 26,21 %).
Le second tour des élections est marqué une nouvelle fois par une abstention massive équivalente au premier tour. Les taux de participation sont de 34,36 % au niveau national, 36,14 % dans le département et 43,79 % dans le canton de Poissons. Fabienne Schollhammer et Damien Thieriot (DVD) sont élus avec 63,32 % des suffrages exprimés (1 806 voix pour 3 093 votants et 7 064 inscrits),,.

## Composition

### Composition avant 2015
Le canton de Poissons regroupait 18 communes.
| Nom                      | Code Insee | Codepostal  | Superficie (km2) | Population (dernière pop. légale) | Densité (hab./km2) |
| ------------------------ | ---------- | ----------- | ---------------- | --------------------------------- | ------------------ |
| Poissons (chef-lieu)     | 52398      | 52230       | 15,48            | 719 (2012)                        | 46                 |
| Aingoulaincourt          | 52004      | 52230       | 5,10             | 14 (2012)                         | 2,7                |
| Annonville               | 52012      | 52230       | 6,19             | 30 (2012)                         | 4,8                |
| Cirfontaines-en-Ornois   | 52131      | 52230       | 13,95            | 73 (2012)                         | 5,2                |
| Échenay                  | 52181      | 52230       | 9,44             | 94 (2012)                         | 10                 |
| Effincourt               | 52184      | 52300       | 12,31            | 71 (2012)                         | 5,8                |
| Épizon                   | 52187      | 52230 52270 | 37,53            | 159 (2012)                        | 4,2                |
| Germay                   | 52218      | 52230       | 11,96            | 49 (2012)                         | 4,1                |
| Germisay                 | 52219      | 52230       | 6,73             | 20 (2012)                         | 3                  |
| Gillaumé                 | 52222      | 52230       | 5,21             | 45 (2012)                         | 8,6                |
| Lezéville                | 52288      | 52230       | 25,72            | 109 (2012)                        | 4,2                |
| Montreuil-sur-Thonnance  | 52337      | 52230       | 8,09             | 64 (2012)                         | 7,9                |
| Noncourt-sur-le-Rongeant | 52357      | 52230       | 9,31             | 171 (2012)                        | 18                 |
| Pansey                   | 52376      | 52230       | 8,96             | 87 (2012)                         | 9,7                |
| Paroy-sur-Saulx          | 52378      | 52300       | 7,47             | 46 (2012)                         | 6,2                |
| Sailly                   | 52443      | 52230       | 12,49            | 36 (2012)                         | 2,9                |
| Saudron                  | 52463      | 52230       | 9,06             | 35 (2012)                         | 3,9                |
| Thonnance-les-Moulins    | 52491      | 52230       | 21,50            | 116 (2012)                        | 5,4                |

### Composition à partir de 2015
Lors du redécoupage de 2014, le canton comptait 67 communes.
À la suite de la fusion, au 1er juin 2016 de Bourmont et de Nijon pour former la commune nouvelle de Bourmont-entre-Meuse-et-Mouzon, rejointes en 2018 par Goncourt, le canton comprend désormais 65 communes entières.
| Nom                              | Code Insee | Intercommunalité                       | Superficie (km2) | Population (dernière pop. légale) | Densité (hab./km2) | Modifier                                    |
| -------------------------------- | ---------- | -------------------------------------- | ---------------- | --------------------------------- | ------------------ | ------------------------------------------- |
| Poissons (bureau centralisateur) | 52398      | CC du Bassin de Joinville en Champagne | 15,48            | 611 (2022)                        | 39                 | modifier les données · modifier les données |
| Aillianville                     | 52003      | CC Meuse Rognon                        | 23,63            | 142 (2022)                        | 6,0                | modifier les données · modifier les données |
| Aingoulaincourt                  | 52004      | CC du Bassin de Joinville en Champagne | 5,10             | 11 (2022)                         | 2,2                | modifier les données · modifier les données |
| Annonville                       | 52012      | CC du Bassin de Joinville en Champagne | 6,19             | 29 (2022)                         | 4,7                | modifier les données · modifier les données |
| Audeloncourt                     | 52025      | CC Meuse Rognon                        | 11,60            | 80 (2022)                         | 6,9                | modifier les données · modifier les données |
| Bassoncourt                      | 52038      | CC Meuse Rognon                        | 6,49             | 63 (2022)                         | 9,7                | modifier les données · modifier les données |
| Bourg-Sainte-Marie               | 52063      | CC Meuse Rognon                        | 9,19             | 85 (2022)                         | 9,2                | modifier les données · modifier les données |
| Bourmont-entre-Meuse-et-Mouzon   | 52064      | CC Meuse Rognon                        | 42,55            | 751 (2022)                        | 18                 | modifier les données · modifier les données |
| Brainville-sur-Meuse             | 52067      | CC Meuse Rognon                        | 5,93             | 69 (2022)                         | 12                 | modifier les données · modifier les données |
| Breuvannes-en-Bassigny           | 52074      | CC Meuse Rognon                        | 48,55            | 652 (2022)                        | 13                 | modifier les données · modifier les données |
| Busson                           | 52084      | CC du Bassin de Joinville en Champagne | 9,88             | 46 (2022)                         | 4,7                | modifier les données · modifier les données |
| Chalvraines                      | 52095      | CC Meuse Rognon                        | 26,35            | 196 (2022)                        | 7,4                | modifier les données · modifier les données |
| Chambroncourt                    | 52097      | CC du Bassin de Joinville en Champagne | 10,18            | 48 (2022)                         | 4,7                | modifier les données · modifier les données |
| Champigneulles-en-Bassigny       | 52101      | CC Meuse Rognon                        | 6,82             | 39 (2022)                         | 5,7                | modifier les données · modifier les données |
| Chaumont-la-Ville                | 52122      | CC Meuse Rognon                        | 11,22            | 114 (2022)                        | 10                 | modifier les données · modifier les données |
| Cirfontaines-en-Ornois           | 52131      | CC du Bassin de Joinville en Champagne | 13,95            | 88 (2022)                         | 6,3                | modifier les données · modifier les données |
| Clinchamp                        | 52133      | CC Meuse Rognon                        | 16,07            | 71 (2022)                         | 4,4                | modifier les données · modifier les données |
| Doncourt-sur-Meuse               | 52174      | CC Meuse Rognon                        | 5,93             | 39 (2022)                         | 6,6                | modifier les données · modifier les données |
| Échenay                          | 52181      | CC du Bassin de Joinville en Champagne | 9,44             | 94 (2022)                         | 10,0               | modifier les données · modifier les données |
| Effincourt                       | 52184      | CC du Bassin de Joinville en Champagne | 12,31            | 56 (2022)                         | 4,5                | modifier les données · modifier les données |
| Épizon                           | 52187      | CC du Bassin de Joinville en Champagne | 37,53            | 156 (2022)                        | 4,2                | modifier les données · modifier les données |
| Germainvilliers                  | 52217      | CC Meuse Rognon                        | 6,60             | 84 (2022)                         | 13                 | modifier les données · modifier les données |
| Germay                           | 52218      | CC du Bassin de Joinville en Champagne | 11,96            | 49 (2022)                         | 4,1                | modifier les données · modifier les données |
| Germisay                         | 52219      | CC du Bassin de Joinville en Champagne | 6,73             | 17 (2022)                         | 2,5                | modifier les données · modifier les données |
| Gillaumé                         | 52222      | CC du Bassin de Joinville en Champagne | 5,21             | 31 (2022)                         | 6,0                | modifier les données · modifier les données |
| Graffigny-Chemin                 | 52227      | CC Meuse Rognon                        | 17,27            | 198 (2022)                        | 11                 | modifier les données · modifier les données |
| Hâcourt                          | 52234      | CC Meuse Rognon                        | 2,94             | 41 (2022)                         | 14                 | modifier les données · modifier les données |
| Harréville-les-Chanteurs         | 52237      | CC Meuse Rognon                        | 15,76            | 267 (2022)                        | 17                 | modifier les données · modifier les données |
| Huilliécourt                     | 52243      | CC Meuse Rognon                        | 8,87             | 115 (2022)                        | 13                 | modifier les données · modifier les données |
| Humberville                      | 52245      | CC Meuse Rognon                        | 6,44             | 58 (2022)                         | 9,0                | modifier les données · modifier les données |
| Illoud                           | 52247      | CC Meuse Rognon                        | 13,85            | 199 (2022)                        | 14                 | modifier les données · modifier les données |
| Lafauche                         | 52256      | CC Meuse Rognon                        | 5,16             | 74 (2022)                         | 14                 | modifier les données · modifier les données |
| Leurville                        | 52286      | CC Meuse Rognon                        | 10,44            | 77 (2022)                         | 7,4                | modifier les données · modifier les données |
| Levécourt                        | 52287      | CC Meuse Rognon                        | 6,70             | 91 (2022)                         | 14                 | modifier les données · modifier les données |
| Lezéville                        | 52288      | CC du Bassin de Joinville en Champagne | 25,72            | 108 (2022)                        | 4,2                | modifier les données · modifier les données |
| Liffol-le-Petit                  | 52289      | CC de l'Ouest Vosgien                  | 25,72            | 320 (2022)                        | 12                 | modifier les données · modifier les données |
| Longchamp                        | 52291      | CC Meuse Rognon                        | 6,11             | 59 (2022)                         | 9,7                | modifier les données · modifier les données |
| Maisoncelles                     | 52301      | CC Meuse Rognon                        | 4,20             | 58 (2022)                         | 14                 | modifier les données · modifier les données |
| Malaincourt-sur-Meuse            | 52304      | CC Meuse Rognon                        | 3,83             | 49 (2022)                         | 13                 | modifier les données · modifier les données |
| Manois                           | 52306      | CC Meuse Rognon                        | 10,36            | 459 (2022)                        | 44                 | modifier les données · modifier les données |
| Mennouveaux                      | 52319      | CC Meuse Rognon                        | 7,80             | 65 (2022)                         | 8,3                | modifier les données · modifier les données |
| Merrey                           | 52320      | CC Meuse Rognon                        | 6,84             | 92 (2022)                         | 13                 | modifier les données · modifier les données |
| Millières                        | 52325      | CC Meuse Rognon                        | 14,09            | 116 (2022)                        | 8,2                | modifier les données · modifier les données |
| Montreuil-sur-Thonnance          | 52337      | CC du Bassin de Joinville en Champagne | 8,09             | 65 (2022)                         | 8,0                | modifier les données · modifier les données |
| Morionvilliers                   | 52342      | CC du Bassin de Joinville en Champagne | 6,88             | 25 (2022)                         | 3,6                | modifier les données · modifier les données |
| Noncourt-sur-le-Rongeant         | 52357      | CC du Bassin de Joinville en Champagne | 9,31             | 173 (2022)                        | 19                 | modifier les données · modifier les données |
| Orquevaux                        | 52369      | CC Meuse Rognon                        | 15,70            | 69 (2022)                         | 4,4                | modifier les données · modifier les données |
| Outremécourt                     | 52372      | CC Meuse Rognon                        | 9,10             | 78 (2022)                         | 8,6                | modifier les données · modifier les données |
| Ozières                          | 52373      | CC Meuse Rognon                        | 9,62             | 33 (2022)                         | 3,4                | modifier les données · modifier les données |
| Pansey                           | 52376      | CC du Bassin de Joinville en Champagne | 8,96             | 93 (2022)                         | 10                 | modifier les données · modifier les données |
| Paroy-sur-Saulx                  | 52378      | CC du Bassin de Joinville en Champagne | 7,47             | 44 (2022)                         | 5,9                | modifier les données · modifier les données |
| Prez-sous-Lafauche               | 52407      | CC Meuse Rognon                        | 22,59            | 275 (2022)                        | 12                 | modifier les données · modifier les données |
| Romain-sur-Meuse                 | 52433      | CC Meuse Rognon                        | 16,44            | 88 (2022)                         | 5,4                | modifier les données · modifier les données |
| Sailly                           | 52443      | CC du Bassin de Joinville en Champagne | 12,49            | 33 (2022)                         | 2,6                | modifier les données · modifier les données |
| Saint-Blin                       | 52444      | CC Meuse Rognon                        | 22,33            | 335 (2022)                        | 15                 | modifier les données · modifier les données |
| Saint-Thiébault                  | 52455      | CC Meuse Rognon                        | 0,61             | 250 (2022)                        | 410                | modifier les données · modifier les données |
| Saudron                          | 52463      | CC du Bassin de Joinville en Champagne | 9,06             | 42 (2022)                         | 4,6                | modifier les données · modifier les données |
| Semilly                          | 52468      | CC Meuse Rognon                        | 14,60            | 99 (2022)                         | 6,8                | modifier les données · modifier les données |
| Sommerécourt                     | 52476      | CC Meuse Rognon                        | 7,66             | 77 (2022)                         | 10                 | modifier les données · modifier les données |
| Soulaucourt-sur-Mouzon           | 52482      | CC Meuse Rognon                        | 9,20             | 98 (2022)                         | 11                 | modifier les données · modifier les données |
| Thol-lès-Millières               | 52489      | CC Meuse Rognon                        | 6,91             | 30 (2022)                         | 4,3                | modifier les données · modifier les données |
| Thonnance-les-Moulins            | 52491      | CC du Bassin de Joinville en Champagne | 21,50            | 107 (2022)                        | 5,0                | modifier les données · modifier les données |
| Vaudrecourt                      | 52505      | CC Meuse Rognon                        | 2,60             | 32 (2022)                         | 12                 | modifier les données · modifier les données |
| Vesaignes-sous-Lafauche          | 52517      | CC Meuse Rognon                        | 13,78            | 122 (2022)                        | 8,9                | modifier les données · modifier les données |
| Vroncourt-la-Côte                | 52549      | CC Meuse Rognon                        | 4,19             | 27 (2022)                         | 6,4                | modifier les données · modifier les données |
| Canton de Poissons               | 5212       |                                        | 796,08           | 8 262 (2022)                      | 10                 | modifier les données                        |

## Démographie

### Démographie avant 2015
| 1962  | 1968  | 1975  | 1982  | 1990  | 1999  | 2006  | 2011  | 2012  |
| ----- | ----- | ----- | ----- | ----- | ----- | ----- | ----- | ----- |
| 2 723 | 2 553 | 2 392 | 2 339 | 2 156 | 1 975 | 1 938 | 1 929 | 1 938 |

### Démographie depuis 2015
En 2022, le canton comptait 8 262 habitants, en évolution de −7 % par rapport à 2016 (Haute-Marne : −4,62 %, France hors Mayotte : +2,11 %).
| 2013  | 2018  | 2022  |
| ----- | ----- | ----- |
| 9 054 | 8 600 | 8 262 |